# Carl Theodor Hütterott
Carl Theodor Hütterott (* 9. Februar 1926 in Bremen; † 4. April 2023 in Paderborn) war ein deutscher Schulmusiker und Komponist.

## Biografie
Hütterott sang bereits als Kind im Bremer Domchor unter Richard Liesche und war als Schüler von 1936 bis 1944 Mitglied des Leipziger Thomanerchores der Thomasschule unter Karl Straube und Günther Ramin. 1944 zum Wehrdienst einberufen sammelte er bereits während des Krieges erste Erfahrungen in der Komposition. Nach der Rückkehr aus der Kriegsgefangenschaft nahm er zunächst privat Unterricht in Klavier und Kontrapunkt bei Volker Gwinner in Bremen und studierte ab 1950 an der Staatlichen Hochschule für Musik in Hamburg Schulmusik mit den Schwerpunkten Gesang und Komposition bei Philipp Jarnach.
1960 ging Hütterott als Musiklehrer und Stimmerzieher an das Evangelisch Stiftische Gymnasium in Gütersloh. Hier war er bis zum Eintritt in den Ruhestand als Oberstudienrat aktiv. Bekannt wurde er vor allem als Oratoriensänger sowie durch zahlreiche Kompositionen. Unter anderem arrangierte und komponierte er Werke für das Vokalquartett Drops. Von 1990 bis 1992 leitete er zusammen mit Wolfgang Jungekrüger den Bachchor Gütersloh.
Hütterott war seit 1957 verheiratet und Vater dreier Söhne. Anfang März 2008 zog er von Gütersloh nach Paderborn, wo er am 4. April 2023 im Stadtteil Wewer im Alter von 97 Jahren starb.

## Werke
- Jazz-Kompositionen und Arrangements
- Bläser- und Streichermusik
- Jugendoper (2005)
- Robotics, Musical
- Money, Musical
- Die auf dem Eise grasen, Musical (2007)
- Milena und Andigo, Musical (2010)
- Krawall im Urwald, ein Crimical; Musical (2013)
- Galgenlieder (nach Morgenstern), (Strube-Verlag)
- Missa Brevis
- De adventu Jesu Christi (Weihnachtsoratorium) (1969, Neufassung 2003)
- Weihnachtsgeschichte nach Jörg Zink (2003)
- zahlreiche weitere Chorwerke sowie Kompositionen und Sätze für Posaunenchor